# Cipocereus
Cipocereus ist eine Pflanzengattung aus der Familie der Kakteengewächse (Cactaceae). Der botanische Name der Gattung leitet sich von Serra do Cipó im brasilianischen Bundesstaat Minas Gerais, dem Fundort einer der Arten, ab.

## Beschreibung

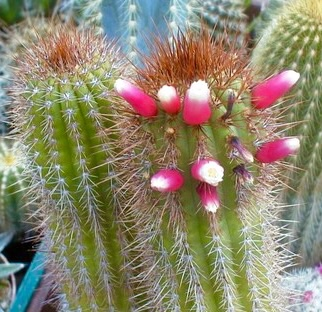
Cipocereus pusilliflorus

Die buschig und säulenförmig wachsenden Arten der Gattung Cipocereus sind manchmal viel verzweigt und erreichen Wuchshöhen von bis zu 3,5 Meter. Die zylindrischen, etwas holzigen Triebe haben einen Durchmesser von 2 bis 5 Zentimeter. Auf den 4 bis 21 Rippen befinden sich runde, weiße oder braune Areolen aus denen wenige bis viele Dornen entspringen, die manchmal auch fehlen können und von variabler Gestalt sind.
Die weißen, röhrenförmigen Blüten öffnen sich in der Nacht und bleiben manchmal bis zum folgenden Tag geöffnet. Das Perikarpell und die Blütenröhre sind gerippt, im Querschnitt mehr oder weniger rund und mit einem dicken blauem Wachs überzogen. Die Schuppen sind schmal und weit voneinander entfernt.
Die kugel- bis eiförmigen, nicht aufreißenden Früchte sind intensiv grau-blau bewachst. Der Blütenrest ist ausdauernd. Die bräunlich schwarzen bis schwarzen, mehr oder weniger matten Samen sind breit oval und 1 bis 2 Millimeter lang.

## Systematik und Verbreitung
Die Arten der Gattung Cipocereus sind im brasilianischen Bundesstaat Minas Gerais verbreitet.
Die Erstbeschreibung der Gattung mit der Typusart Cipocereus pleurocarpus wurde 1979 von Friedrich Ritter vorgenommen.

### Systematik nach N.Korotkova et al. (2021)
Die Gattung umfasst folgenden Arten:
- Cipocereus bradei (Backeb. & Voll) Zappi & N.P.Taylor
- Cipocereus crassisepalus (Buining & Brederoo) Zappi & N.P.Taylor
- Cipocereus laniflorus N.P.Taylor & Zappi
- Cipocereus minensis (Werderm.) F.Ritter
  - Cipocereus minensis subsp. minensis
  - Cipocereus minensis subsp. leiocarpus N.P.Taylor & Zappi
- Cipocereus pleurocarpus F.Ritter[3]
- Cipocereus pusilliflorus (F.Ritter) Zappi & N.P.Taylor

Ein Synonym der Gattung ist Floribunda F.Ritter (1979).

### Systematik nach E.F.Anderson/Eggli (2005)
Zur Gattung gehören die folgenden Arten:
- Cipocereus bradei (Backeb. & Voll) N.P.Taylor & Zappi
- Cipocereus crassisepalus (Buining & Brederoo) N.P.Taylor & Zappi
- Cipocereus laniflorus N.P.Taylor & Zappi
- Cipocereus minensis (Werderm.) F.Ritter
  - Cipocereus minensis subsp. minensis
  - Cipocereus minensis subsp. pleurocarpus = Cipocereus pleurocarpus F.Ritter
- Cipocereus pusilliflorus (F.Ritter) N.P.Taylor & Zappi

Ein Synonym der Gattung ist Floribunda F.Ritter (1979).

## Nachweise

## Weiterführende Literatur
- Root Gorelick: Brasilicereus, Cipocereus, and Pilosocereus in Eastern Brazil. In: Cactus and Succulent Journal. Band 81, Nummer 3, 2009, S. 126–137 (doi:10.2985/015.081.0306).
- Patricia Soffiatti, Veronica Angyalossy: Wood anatomy of Cipocereus (Cactaceae)- In: IAWA Journal. Band 26, Nummer 3, 2005, S. 299–308 (PDF).